# Priotyrannus mordax
Priotyrannus mordax är en skalbaggsart som först beskrevs av White 1853.  Priotyrannus mordax ingår i släktet Priotyrannus och familjen långhorningar. Inga underarter finns listade i Catalogue of Life.